# Tanytarsus neoflavellus
Tanytarsus neoflavellus är en tvåvingeart som beskrevs av Malloch 1915. Tanytarsus neoflavellus ingår i släktet Tanytarsus och familjen fjädermyggor. Inga underarter finns listade i Catalogue of Life.